# 美波町
美波町（日语：／ Minami chō */?）是位於日本德島縣東南部的町，隸屬於海部郡。境內約89%的面積被山林覆蓋。西北邊以海部山地與那賀町等町接壤，東邊隔著紀伊水道與和歌山縣相望，日和佐川流經城鎮中心並往東南邊注入太平洋。當地的海岸線位於室戶阿南海岸國定公園的範圍內，也是海龜的產卵地點。境內的赤松地區則以煙火大會而聞名。
四國八十八箇所中的第23號札所藥王寺坐落於町内，藥王寺周邊的門前町在江戶時代作為參道而開始發展。

## 地理
美波町的東部沿海地區為志和岐、由岐與木岐等漁村聚落。

### 氣候
美波町在氣候上屬於太平洋側氣候，沿岸地區的平均氣溫約16度，全境的年降雨量則約3000毫米，但降雨集中在梅雨季節和颱風侵襲期間。當地在12月至2月下旬會降下少量的雪。

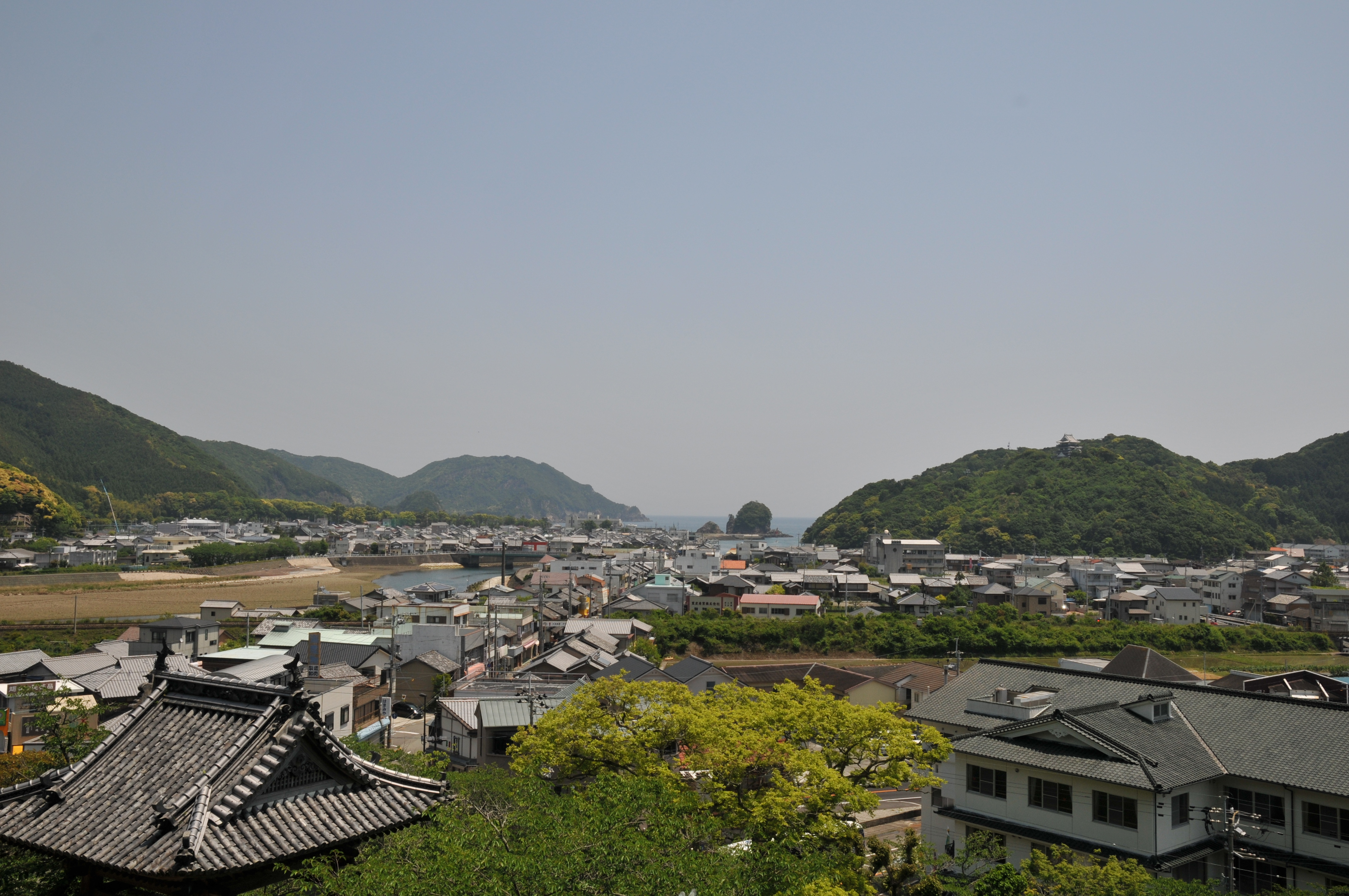
日和佐市區

## 歷史
鎌倉時代，舊由岐町、日和佐町以及西南邊的牟岐町被合稱為和佐鄉。元龜至天正年間，日和佐肥前守為防止長宗我部元親的入侵，而在日和佐地區建造日和佐城。天正13年(1585年)，蜂須賀家政因在四國征伐中立下戰功，而被豐臣秀吉獲封阿波國17多萬石。蜂須賀家政入主阿波國後，日和佐城便被廢棄。
1889年德島縣實施町村制時，現在美波町的轄區在當時分別屬於海部郡日和佐村、赤河內村、三岐田村、阿部村。其中日和佐村和三岐田村分別於1907年和1922年改制為日和佐町和三岐田町。1955年三岐田町和阿部村合併為由岐町，1956年赤河內村與日和佐町合併。
在平成大合併期間，日和佐町、由岐町在2006年3月31日合併為現在的美波町。

### 變遷表
| 1989年10月1日 | 1889年～1926年         | 1926年～1954年         | 1955年～1989年         | 1989年～現在         | 現在                 |
| ------------- | ---------------------- | ---------------------- | ---------------------- | -------------------- | -------------------- |
| 三岐田村      | 1922年4月17日 三岐田町 | 1922年4月17日 三岐田町 | 1955年2月11日 由岐町   | 2006年3月31日 美波町 | 2006年3月31日 美波町 |
| 阿部村        |                        |                        | 1955年2月11日 由岐町   | 2006年3月31日 美波町 | 2006年3月31日 美波町 |
| 日和佐村      | 1907年1月1日 日和佐町  | 1907年1月1日 日和佐町  | 1956年4月30日 日和佐町 | 2006年3月31日 美波町 | 2006年3月31日 美波町 |
| 赤河内村      |                        |                        | 1956年4月30日 日和佐町 | 2006年3月31日 美波町 | 2006年3月31日 美波町 |

## 產業
當地自古便以漁業為主。2007年11月23日，美波町的伊座利地區在日本農林水產省主辦的農林水產節上，獲得村莊發展類的最高獎「天皇盃」。

## 交通
- 四國旅客鐵道
  - 牟岐線：（阿南市） - 由岐車站 - （田井之濱車站） - 木岐車站 - 北河內車站 - 日和佐車站 - 山河內車站 - （牟岐町）

|  |  |
|  |  |

## 觀光資源

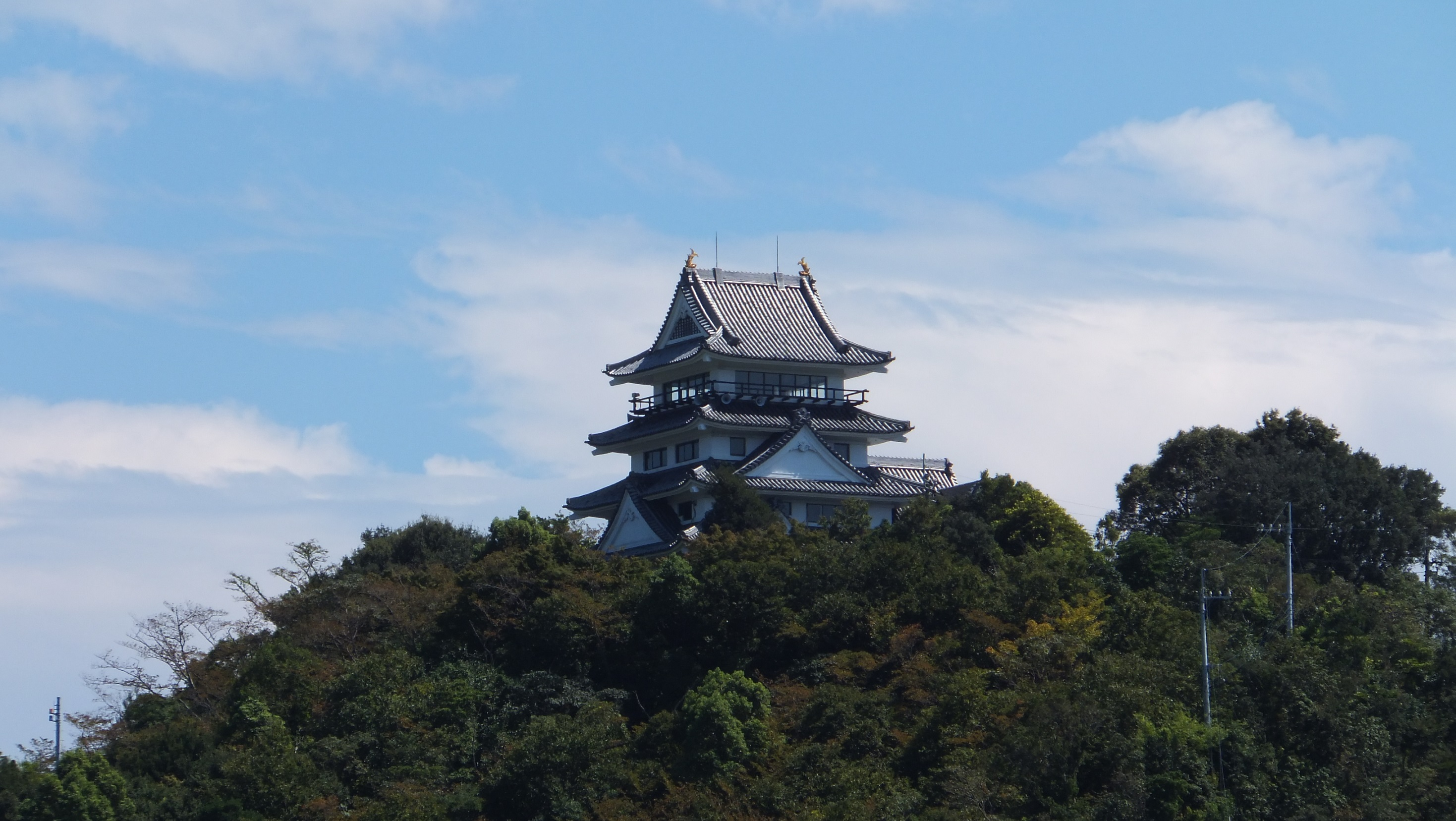
日和佐城摹擬天守

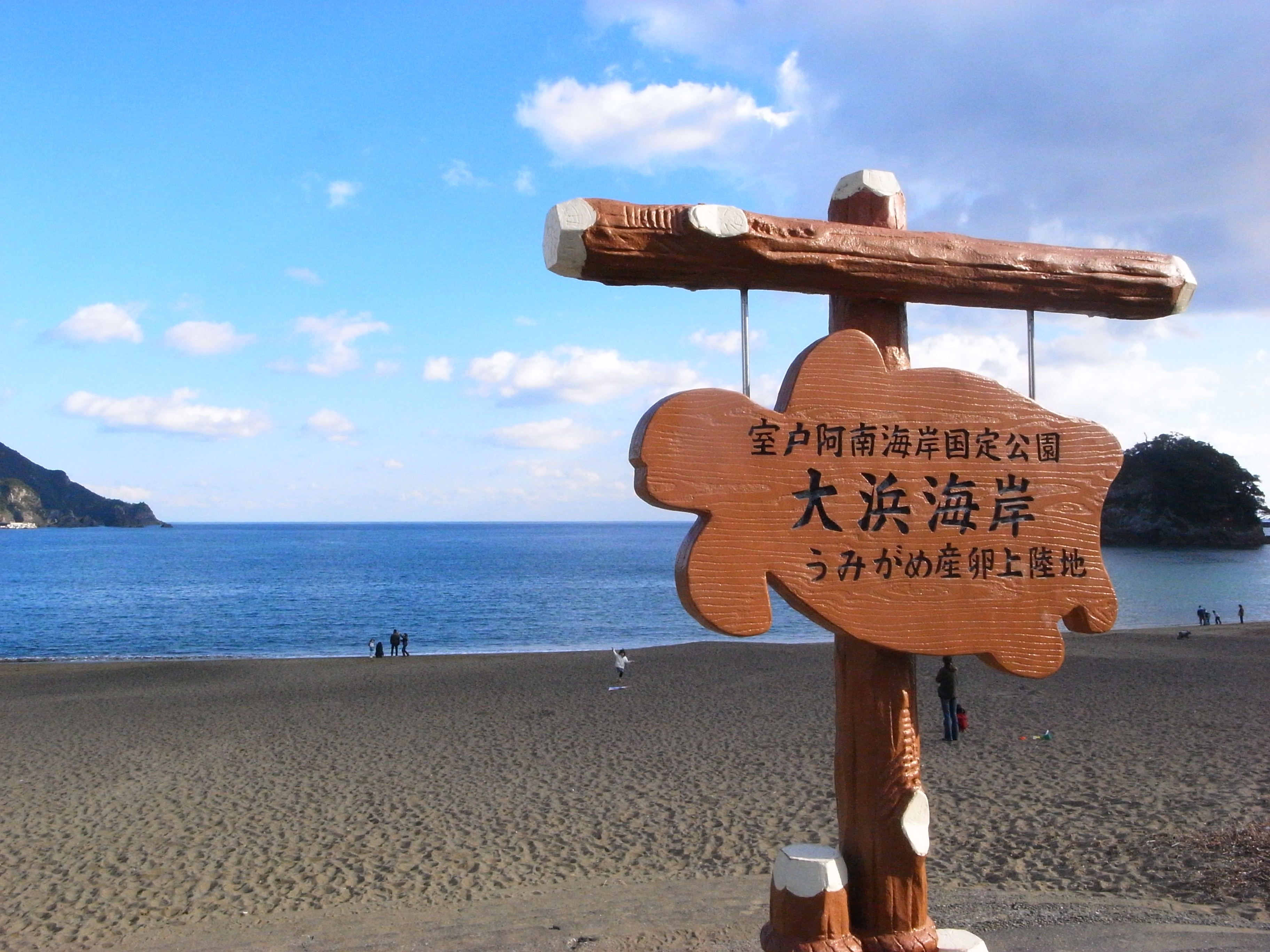
大濱海岸

- 四國八十八箇所
  - 第23番札所 藥王寺
- 日和佐城
- 大濱海岸：蠵龜產卵地點
- 千羽海崖
- 田井之濱
- 潮吹岩展望台
- 惠比須洞

## 教育
過去轄區內原有德島縣立水產高等學校和德島縣立日和佐高等學校，但在2004年和2009分別被整合為德島縣立海部高等學校和德島縣立德島科學技術高等學校，整合後的新學校則分別設在海陽町和德島市，因此現在轄區內已無高等學校，僅有德島縣立阿南支援學校日和佐分校。

## 姊妹、友好城市

### 日本
- 三豐市（香川縣）
- 恩納村（沖繩縣國頭郡）

### 海外
- 凱恩斯（澳洲昆士蘭州）

## 本地出身之名人
- 小坂奇石：書法家
- 喜井黄羊：日本畫家
- 悦田喜和雄：小説作家
- 橋本シャーン：插畫家
- 福井敏雄：氣象預報員、藝人
- 吹田德雄：工程學者、日本原子安全委員會(後轉移至日本原子能管制委員會)第一任委員長

## 外部連結
- （日語） 美波町觀光協會 （页面存档备份，存于）
- （日語） 美波町公所的Facebook專頁
- OpenStreetMap上有關美波町的地理